# Nocloa
Nocloa is een geslacht van vlinders van de familie Uilen (Noctuidae), uit de onderfamilie Hadeninae.

## Soorten
- N. alcandra Druce, 1890
- N. aliaga Barnes, 1905
- N. beata Dyar, 1918
- N. cordova Barnes, 1907
- N. ezeha Dyar, 1914
- N. lamiota Dyar, 1918
- N. nanata Neumoegen, 1884
- N. pallens Tepper
- N. periodita Dyar, 1913
- N. pilacho Barnes
- N. plagiata Smith, 1906
- N. rivulosa Smith, 1906